# Ото фон Хабсбург
Ото фон Хабсбург е бивш глава на рода на Хабсбург-Лотарингите (на немски: Habsburg-Lothringen), най-голям син на последния монарх на Австро-Унгария (австрийски император Карл I и унгарски крал Карой IV) и Цита Бурбон-Пармска.

## Биография
Роден е на 20 ноември 1912 г. в замъка Вартхолц, Райхенау ан дер Ракс, Долна Австрия като Франц Йозеф Ото Роберт Мария Антон Карл Максимилиан Хайнрих Сикстус Ксафер Феликс Ренатус Лудвиг Гаетан Пиус Игнациус (Franz Joseph Otto Robert Maria Anton Karl Max Heinrich Sixtus Xaver Felix Renatus Ludwig Gaetan Pius Ignatius)
Гражданин е на 4 държави: Австрия, Германия, Унгария, Хърватия. Официалното му име в Германия и Хърватия е Otto von Habsburg, в Австрия – Dr. Otto Habsburg-Lothringen (в Австрия със закон е забранено използването на предлога von в имената), а в Унгария – Habsburg Ottó.
След смъртта на император Франц Йосиф I e обявен официално за престолонаследник (Kronprinz) на Австрия и Унгария през 1916 г.
След абдикацията на баща му от престола на Австро-Унгария през 1918 г. и неуспешния му опит да си възвърне унгарския престол през 1921 г. цялото семейство заминава за Португалия и се установява на остров Мадейра. Там семейството живее в бедност във вила, където абдикиралият император умира през 1922 г. По-късно Ото Хабсбург се преселва в Белгия, където завършва образованието си с докторска титла по социология и политология през 1935 г.
След германската окупация на Белгия през 1940 г. Ото Хабсбург бяга във Франция, а после през Португалия в САЩ, където е сред организаторите на антинацистката австрийска опозиция. Познава се лично с президента Франклин Делано Рузвелт.
След войната се заселва в Германия, тъй като му е забранено да влиза в Австрия. През 1961 г. се отказва официално от австрийския престол, след което австрийските власти му позволяват да влиза в страната. Между 1979 и 1999 г. е депутат в Европейския парламент като представител на германската партия Християнсоциален съюз.
През 1951 г. се жени за германската принцеса Регина фон Заксен-Майниген. Двамата имат 7 деца и 23-ма внуци. Бракът им продължава до 3 февруари 2010 г., когато Регина почива.
Майка му Цита Бурбон-Пармска е еднокръвна сестра на княгиня Мария-Луиза, съпруга на княз (цар от 1908 г.) Фердинанд I Български. По тази кръвна връзка Ото фон Хабсбург е първи братовчед с цар Борис III.